# La cura del tempo (Negramaro)
La cura del tempo è un singolo del gruppo musicale italiano Negramaro, pubblicato il 22 gennaio 2021 come secondo estratto dall'ottavo album in studio Contatto.

## Video musicale
Il video, diretto da Trilathera, è stato pubblicato in concomitanza dell'uscita del singolo attraverso il canale YouTube del gruppo. Il video ha visto la partecipazione degli attori Alessio Lapice e Caterina Rossi.